# Tatsuki Ishihara
Tatsuki Ishihara (jap. 石原樹 Ishihara Tatsuki; ur. 26 czerwca 2001) – japoński judoka. 
Srebrny medalista mistrzostw świata w 2024 i brązowy w 2025, a także zdobył dwa medale w drużynie. Wygrał mistrzostwa Azji w 2024, a także uniwersjadę w 2023. Pierwszy na mistrzostwach kraju w 2023; trzeci w 2025 roku.